# Hauptstraße 59 (Hümme)

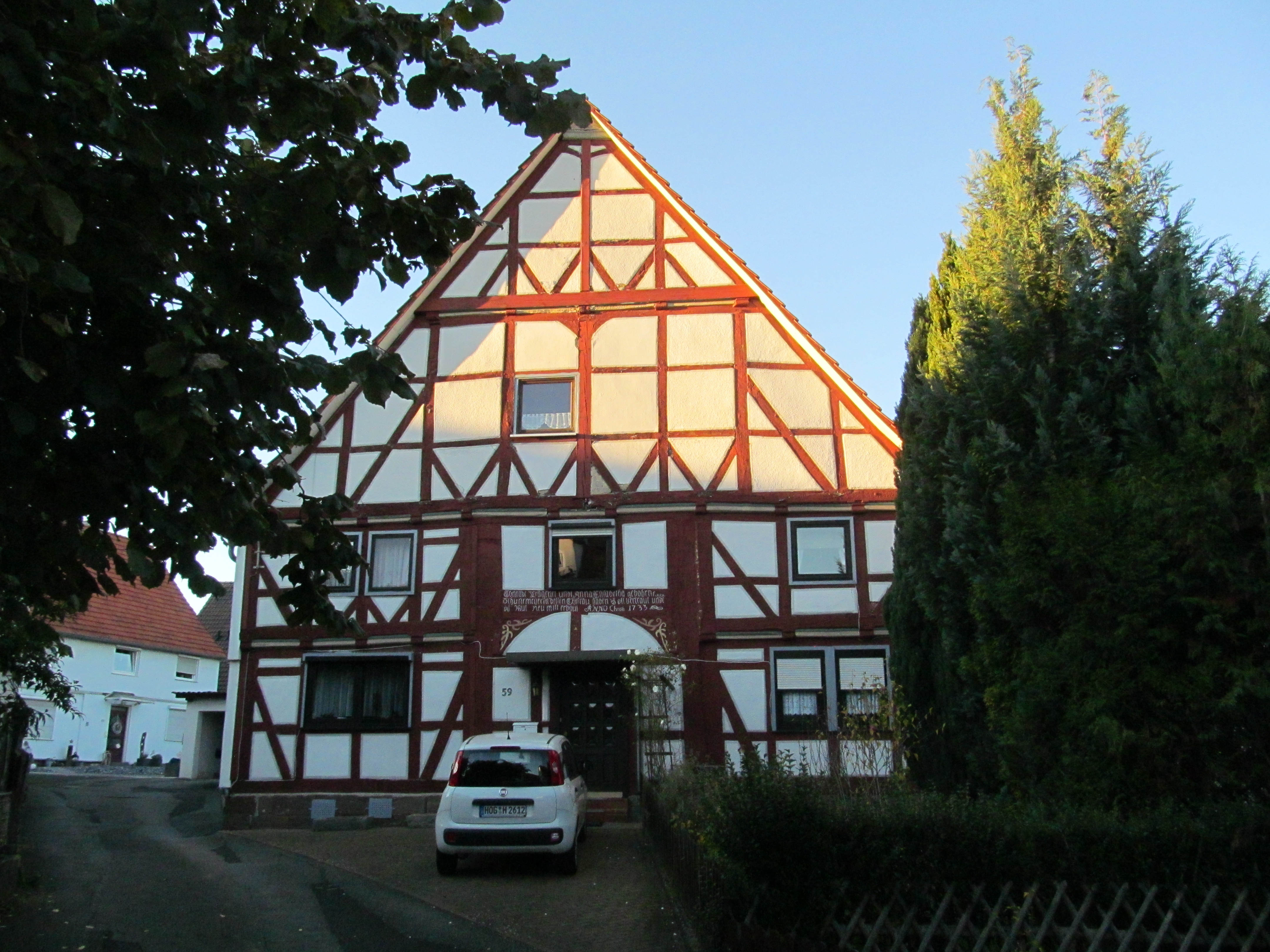
Gebäude Hauptstraße 59 in Hümme

Das Gebäude Hauptstraße 59 in Hümme, einem Stadtteil von Hofgeismar im Landkreis Kassel in Nordhessen, wurde 1733 errichtet. Das Diemelsächsische Bauernhaus ist ein geschütztes Kulturdenkmal.
Das zweigeschossige Haus in Stockwerkbauweise hat ein zweigeteiltes Giebeldreieck und einen profilierten Überstand.
Das ehemalige rundbogige Dielentor mit profilierten Kopfbügen und Inschriftbalken wurde durch eine Haustür ersetzt.